# Vroville
 Vroville  es una comuna francesa situada en el departamento de Vosgos, en la región de Grand-Est.

## Demografía
| 118 | 115 | 105 | 120 | 130 | 131 | 129 |
| Para los censos de 1962 a 1999 la población legal corresponde a la población sin duplicidades (Fuente: INSEE [Consultar]) |     |     |     |     |     |     |